# Lochcarron
Lochcarron (in gaelico scozzese: Loch Carrann) è un villaggio con status di community e parrocchia civile della costa nord-occidentale della Scozia, situato nella regione di Wester Ross (area amministrativa: Highland; contea tradizionale: Ross-shire) ed affacciato sul Loch Carron. Conta una popolazione di circa 900 abitanti.

## Geografia fisica
Il villaggio di Lochcarron si estende lungo la sponda nord-orientale del Loch Carron, a 7 km ad est di Ardarroch (località affacciata sul Loch Kishorn) e a 2 km a nord di Slumbay.

## Storia
Fino al 1813, anno in cui venne realizzata la strada che giungeva fino a Strome, il villaggio era noto come Janetown.

## Monumenti e luoghi d'interesse
L'architettura del villaggio si caratterizza per la presenza di un numero considerevole di chiese.
Tra i luoghi d'interesse, figurano poi gli Attadale Gardens..

## Sport
Nel villaggio si trovano 9 campi da golf.
Il villaggio ha una squadra locale di shinty, il Lochcarron Camanachd